# آتوسا پورکاشیان

آتوسا پورکاشیان (زادهٔ ۲۶ اردیبهشت ۱۳۶۷ در تهران) شطرنج‌باز ایرانی است، که از آذر ۱۴۰۱ در مسابقات بین‌المللی با پرچم آمریکا شرکت می‌کند. او درجهٔ استادبزرگ زنان را در اختیار دارد و فاتح شش دوره مسابقات قهرمانی شطرنج زنان ایران شده‌است. وی در سال ۲۰۰۰ قهرمان شطرنج دختران زیر ۱۲ سال دختران جهان شد. او هم‌اکنون (۲۰۱۹) دومین ریتینگ را در میان شطرنج‌بازان زن ایرانی در اختیار دارد. وی در سال ۲۰۲۲ تصمیم گرفت که از این پس با پرچم آمریکا در مسابقات شرکت نماید. پورکاشیان در سال ۲۰۰۹ دومین شطرنج‌باز ایرانی، پس از شادی پریدر، شد که به درجهٔ استادبزرگ زنان می‌رسد. بالاترین ریتینگ او در می ۲۰۱۱ معادل ۲۳۷۴ بوده که او را در ردهٔ هفدهم بین شطرنج‌بازان ایرانی و ردهٔ ۹۲ بین شطرنج‌بازان زن دنیا در آن زمان قرار داده بود. وی دختر احمد پورکاشیان والیبالیست و مربی سابق تیم ملی والیبال ایران است. شادی پریدر نایب رئیس فدراسیون شطرنج ایران با انتشار پستی در فضای مجازی از به عضویت درآمدن پورکاشیان به تیم ملی آمریکا خبر داد.

## زندگی
پورکاشیان در ۱۰سالگی برای اولین بار به کلاس شطرنج بُنَکدار در فرهنگسرای بهمن رفت.
بعد از دو ـ سه ماه آموزش، در مسابقه‌ای که برای قهرمانی تهران ردهٔ سنی زیر ۱۰ سال برگزار می‌شد، شرکت کرد و موفق به کسب مقام اول شد.
وی ۷ سال تحت تعلیم هادی مؤمنی، قهرمان سابق شطرنج ایران بود و مدتی نزد خسرو هرندی و «هاملت تومانیان» آموزش دیده‌است.
پورکاشیان در سال ۱۳۷۶ به عضویت تیم ملی در ردهٔ سنی ۱۰ سال و در سال ۱۳۷۸ به عضویت تیم ملی بزرگسالان درآمد.

او قهرمان شطرنج زیر ۱۲ سال دختران جهان و برندهٔ مدال برنز شطرنج تیمی (به‌همراه الشن مرادی و احسان قائم‌مقامی) در بازی‌های آسیایی ۲۰۰۶ است.
او در ماه ژوئیه سال ۲۰۲۳ در صفحه اینستاگرام خود با انتشار عکسی، از ازدواجش با هیکارو ناکامورا، قهرمان سابق شطرنج آمریکا، خبر داد.

## بوندس‌لیگای آلمان
پورکاشیان در سال‌های ۲۰۱۱ و ۲۰۱۲ بازیکن تیم هامبورگ در بوندس‌لیگای شطرنج آلمان بود.

## عنوان‌ها
- ۴ بار قهرمانی آسیا: در ردهٔ سنی دختران زیر ۱۲، ۱۴ و ۱۶ سال
- قهرمان جهان در ردهٔ دختران زیر ۱۲ سال در سال ۲۰۰۰
- نایب‌قهرمانی آسیا در ردهٔ دختران زیر ۱۸ سال
- مقام هفتم قهرمانی شطرنج جوانان دختران جهان (زیر ۲۰ سال)
- برندهٔ مدال برنز شطرنج تیمی به همراه الشن مرادی و احسان قائم‌مقامی در بازی‌های آسیایی ۲۰۰۶
- قهرمانی شطرنج زنان آسیا در سال ۲۰۱۰ در شهر سوبیک، فیلیپین